# U.S. Ski and Snowboard Hall of Fame
Die U.S. Ski and Snowboard Hall of Fame and Museum (kurz National Ski Hall of Fame) ist eine Ruhmeshalle und ein Museum in Ishpeming, Michigan. Sie besteht seit 1954 am Gründungsort des nationalen Skiverbandes der Vereinigten Staaten und widmet sich den bedeutendsten Vertretern des Ski- und Snowboardsports des Landes, darunter Athleten, Filmemacher, Journalisten und Unternehmer.

## Geschichte

### Vorgeschichte
Die Obere Halbinsel, auf der die Kleinstadt Ishpeming liegt, ist für ihren Eisenerzreichtum bekannt. Der Abbau des hochbegehrten Rohstoffes erreichte gegen Ende des 19. Jahrhunderts seinen Höhepunkt und lockte zahlreiche Arbeitsimmigranten, darunter viele Norweger, in die Region. Während der kalten, schneereichen Winter gingen viele Skandinavier ihrer sportlichen Leidenschaft, dem Skispringen, nach und organisierten sich in lokalen Vereinen. Bei der Errichtung neuer Schanzen auf der Halbinsel halfen einige ansässige Bergbauunternehmen mit großzügigen Spenden finanziell aus. Der im Januar 1887 gegründete Norden Ski Club (später in Ishpeming Ski Club umbenannt) tat sich bei der Abhaltung von Wettkämpfen besonders hervor. Aus einem losen regionalen Zusammenschluss fünf solcher Vereine ging 1905 die National Skiing Association (NSA) hervor. Erster Vorsitzender wurde der aus Trondheim stammende Präsident des Ishpeming Ski Club, Carl Tellefsen.

### Museum und Ruhmeshalle

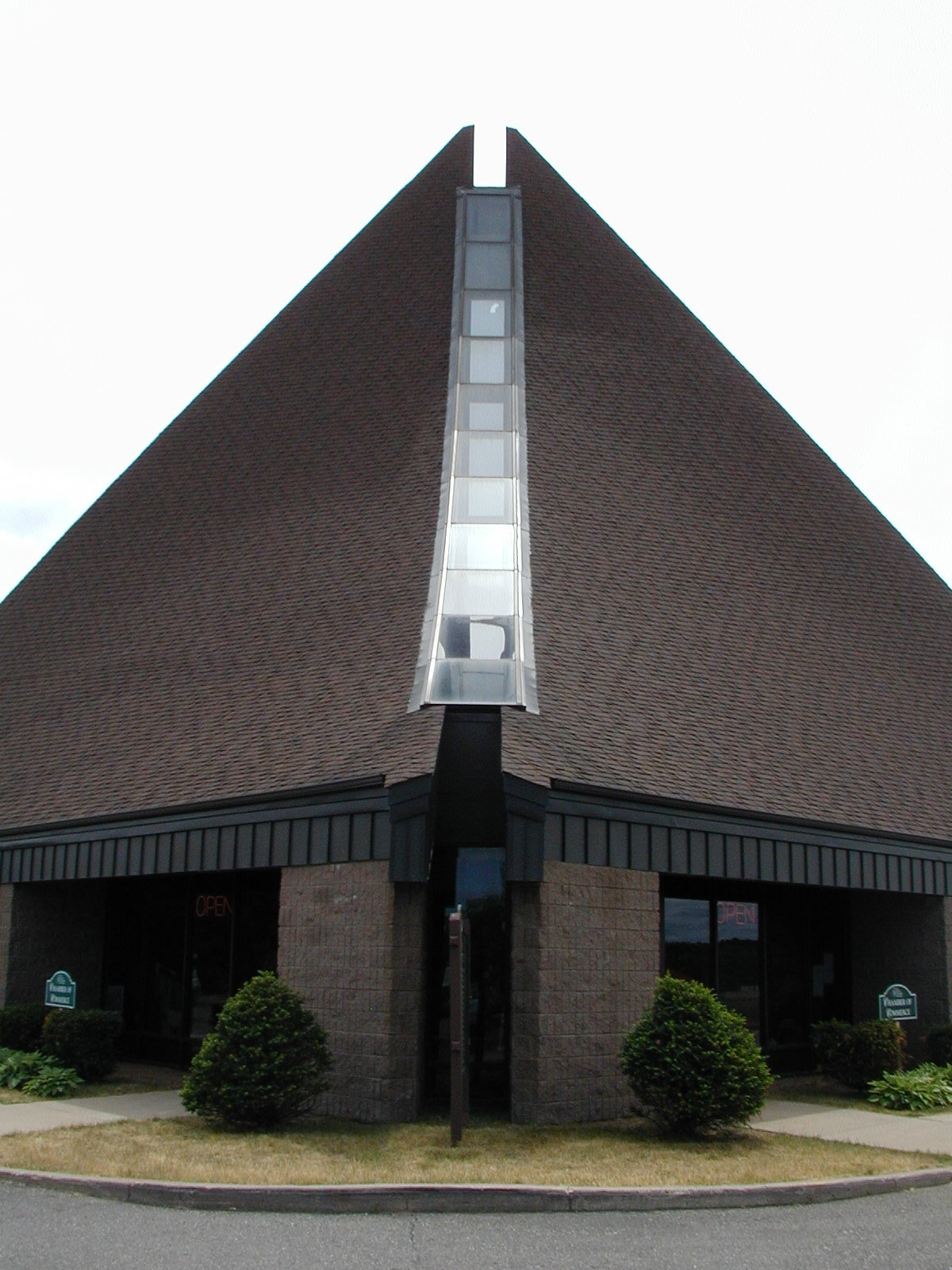
National Ski Hall of Fame, Frontansicht (2003)

Die Idee eines nationalen Skimuseums geht auf Harold Grinden zurück, der 1928 zum NSA-Präsidenten gewählt wurde, und sich von Museen dieser Art in Oslo und Stockholm inspirieren ließ. Verwirklicht wurde das Projekt gut zwei Jahrzehnte später. Der erste Bau, ein zweistöckiger Betonblock im Ausmaß von 16 × 10 Meter, kostete 500.000 Dollar und wurde am 19. Februar 1954 eingeweiht. Erster Kurator des vollständig im Eigentum einer verbandsinternen Historikerkommission befindlichen Museums wurde Burt Boyum, der hauptberuflich für das Bergbauunternehmen Cleveland-Cliffs arbeitete. 1956 wählten die Kommissionsmitglieder erstmals vier Personen, darunter NSA-Mitbegründer Carl Tellefsen, in die Hall of Fame.
In den Jahrzehnten nach der Umbenennung der NSA zu U.S. Ski Association (USSA) blieben Museum und Ruhmeshalle trotz weitgehender Souveränität eng mit dem Verband verknüpft. Weil das Gebäude Ende der 1980er Jahre seine Kapazitätsgrenze erreicht hatte, beschloss man einen Neubau direkt am State Highway M-28. Ein Großteil der Baukosten in Höhe von 2,7 Millionen Dollar wurde durch private Spenden finanziert, nur etwa 20 Prozent vom Staat Michigan getragen. Das im Oktober 1991 eröffnete, einer Skisprungschanze nachempfundene Gebäude ist rund fünfmal so groß wie der Vorläuferbau und beherbergt neben dem Museum eine von US-Skipionier Roland Palmedo gestiftete Fachbibliothek mit über 1300 Büchern.
Der norwegischstämmige Historiker Jakob Vaage verfasste ein Lied, das bis heute bei der Aufnahme neuer Mitglieder gesungen und von dem folgend der Refrain abgebildet wird:
| Ja, ja, vi skal ha Lutefisk og lefse Ja, ja, vi skal ha Lutefisk og lefse Brenevin og snuss. | Ja, ja, das werden wir haben Laugengetränkten Fisch und Pfannkuchen Ja, ja, das werden wir haben Laugengetränkten Fisch und Pfannkuchen Malt-Whisky und Schnupftabak. |

## Mitglieder
Das Wahlgremium zur Aufnahme neuer Mitglieder besteht aus über 400 Vertretern verschiedener Organisationen, darunter der nationale Ski- und Snowboardverband, das olympische und paralympische Komitee, die International Skiing History Association und die X-Games. Eine Nominierungsliste wird jährlich im Juli und August erarbeitet, die Stimmen im August abgegeben und die Gewinner Mitte bis Ende September bekanntgegeben. Die Aufnahmefeierlichkeiten finden dann jeweils im März des folgenden Jahres statt.
Bis einschließlich März 2024 wurden 474 Personen mit der Aufnahme in die Ski Hall of Fame gewürdigt, folgend eine Auswahl:
- 1958: Andrea Mead-Lawrence
- 1958: Hannes Schneider
- 1960: Gretchen Fraser
- 1963: Anders Haugen
- 1964: Buddy Werner
- 1966: Hannes Schroll
- 1967: Jill Boothe
- 1968: Arnold Lunn
- 1969: Nancy Greene
- 1969: Herman Smith-Johannsen
- 1970: Jannette Burr
- 1970: Birger Ruud
- 1971: Sigi Engl
- 1974: Sondre Norheim
- 1976: Barbara Ann Cochran
- 1976: Anne Heggtveit
- 1976: Jimmy Heuga
- 1976: Billy Kidd
- 1976: Kathy Kreiner
- 1976: Cindy Nelson
- 1976: Penny Pitou
- 1977: Walter Prager
- 1978: Marilyn Cochran
- 1978: Joan Hannah
- 1978: Otto Lang
- 1978: Penny McCoy
- 1978: Warren Miller
- 1980: Friedl Pfeifer
- 1981: Phil Mahre
- 1982: Stein Eriksen
- 1984: Debbie Armstrong
- 1984: Bob Beattie
- 1984: Christin Cooper
- 1984: Bill Johnson
- 1984: Steve Mahre
- 1984: Tamara McKinney
- 1988: Suzy Chaffee
- 1989: Chuck Ferries
- 1993: Jan Bucher
- 1993: Kiki Cutter
- 1997: Klaus Obermeyer
- 1999: Émile Allais
- 2001: Josef Stiegler
- 2002: Nikki Stone
- 2003: AJ Kitt
- 2003: Tommy Moe
- 2003: Diann Roffe
- 2004: Picabo Street
- 2004: Donna Weinbrecht
- 2005: Hilary Lindh
- 2006: Jonny Moseley
- 2006: Julie Parisien
- 2006: Trace Worthington
- 2007: Eric Bergoust
- 2007: Doug Lewis
- 2008: Cary Adgate
- 2008: Nelson Carmichael
- 2008: Liz McIntyre
- 2010: Bob Cochran
- 2010: Shane McConkey
- 2010: Daron Rahlves
- 2011: Joe Pack
- 2011: Tyler Palmer
- 2011: Eva Twardokens
- 2012: Jeremy Bloom
- 2012: Kirsten Clark
- 2012: Wayne Wong
- 2013: Toby Dawson
- 2013: Kris Feddersen
- 2014: Kristina Koznick
- 2014: Ralph Miller
- 2014: Ross Powers
- 2014: Erik Schlopy
- 2015: Chris Klug
- 2016: Jeff Hastings
- 2016: Shaun Palmer
- 2017: Hermann Göllner
- 2018: Hilary Engisch
- 2018: Bode Miller
- 2018: Andrew Weibrecht
- 2019: Johnny Spillane
- 2020: Holly Flanders
- 2020: Kristean Porter
- 2020: Seth Wescott
- 2021: John Eaves
- 2021: David Gorsuch
- 2022: Shannon Dunn
- 2023: Shannon Bahrke
- 2023: Bill Demong
- 2023: Hank Kashiwa
- 2024: Hannah Kearney